# توتاپولاکاندا
توتاپولاکاندا (به لاتین: Totapolakanda) یک کوه در سری‌لانکا است که در ناحیه نووارا الییا واقع شده‌است.